# Monastyr Savina

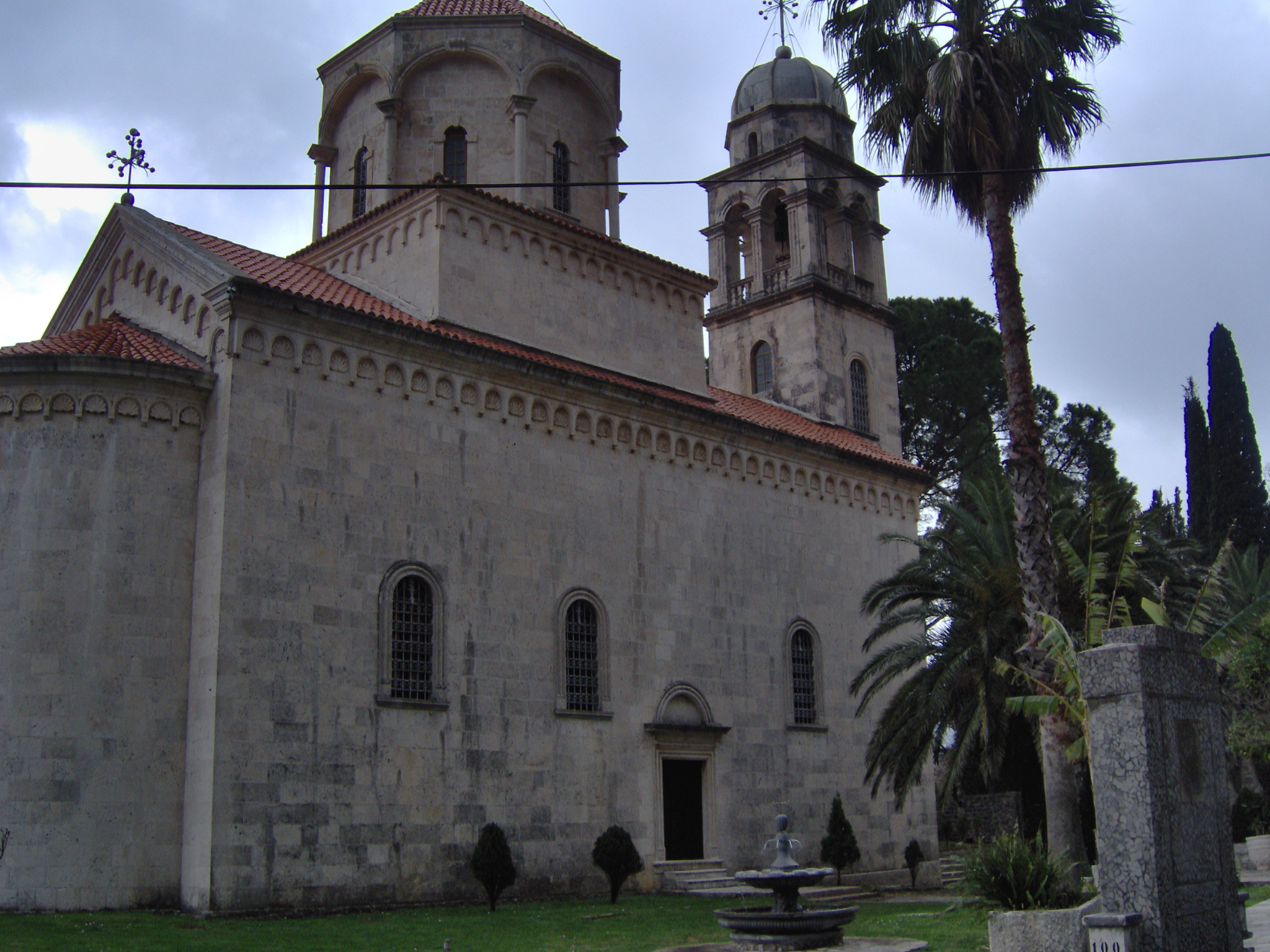
Wielka Cerkiew Zaśnięcia Bogurodzicy

Monastyr Savina – prawosławny monaster Serbskiego Kościoła Prawosławnego, znajdujący się w mieście Herceg Novi nad Zatoką Kotorską w Czarnogórze.
Monastyr Savina leży na skraju miasta, w kompleksie leśnym Savinska Dubrava, 2 km na wschód od Starego Miasta, pomiędzy magistralą adriatycką a morzem. Zespół monastyru składa się z 2 cerkwi (Wielkiej i Małej) Zaśnięcia Bogurodzicy, cerkwi św. Sawy oraz budynku mieszkalno-gospodarczego wraz ze skarbcem.
- Mała Cerkiew Zaśnięcia Bogurodzicy – jest najstarszym obiektem w zespole, zbudowana została w 1030, a odnowiona w 1831. Sądzi się jednak, że ze względu na styl świątynia jest znacznie młodsza i powstała najprawdopodobniej w połowie XV wieku, w czasie panowania hercega Stjepana[1] (od którego wzięło nazwę miasto). Przebudowa cerkwi rozpoczęła się pod koniec XVII wieku wraz z przybyciem mnichów z monastyru Tvrdoš (z Hercegowiny), a zakończyła się w 1831. Jest to mała świątynia (10 m długości, 6 m szerokości), jednonawowa z półokrągłą apsydą i małą dzwonnicą. Wewnątrz znajdują się różnorodne freski z różnych epok. Najstarsze, widoczne w okolicy apsydy i poprzecznych belek, pochodzą z połowy XV wieku i namalowane zostały przez malarza z Kotoru – Lovro Dobričevicia. Są one przykładem specyficznego dla tej części Bałkanów stylu łączącego malarstwo bizantyńskie z gotyckim. Pozostałe warstwy fresków są już znacznie młodsze, pierwsza część pochodzi z drugiej połowy XVI wieku, a druga z 1831. Ikonostas także pochodzi z różnych epok: królewskie wrota i wielki krucyfiks nad nimi wykonane przez Dimitrija Daskala w 1703, zaś jego syn – Rafailo – wykonał ikonę przedstawiającą Zaśnięcie Bogurodzicy, a dwie ikony namiestne są dziełem greckich mistrzów z pierwszej połowy XVIII wieku.

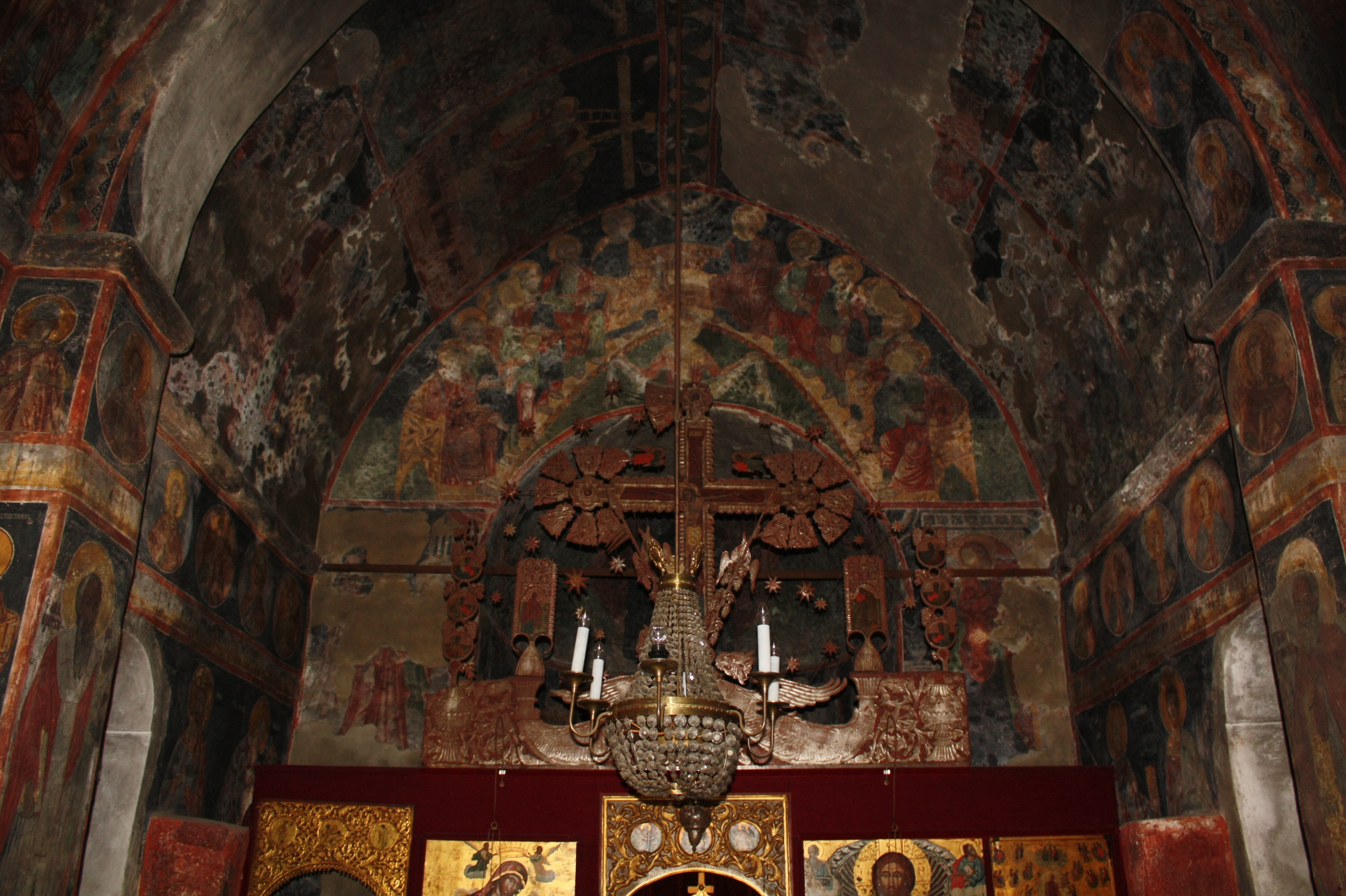
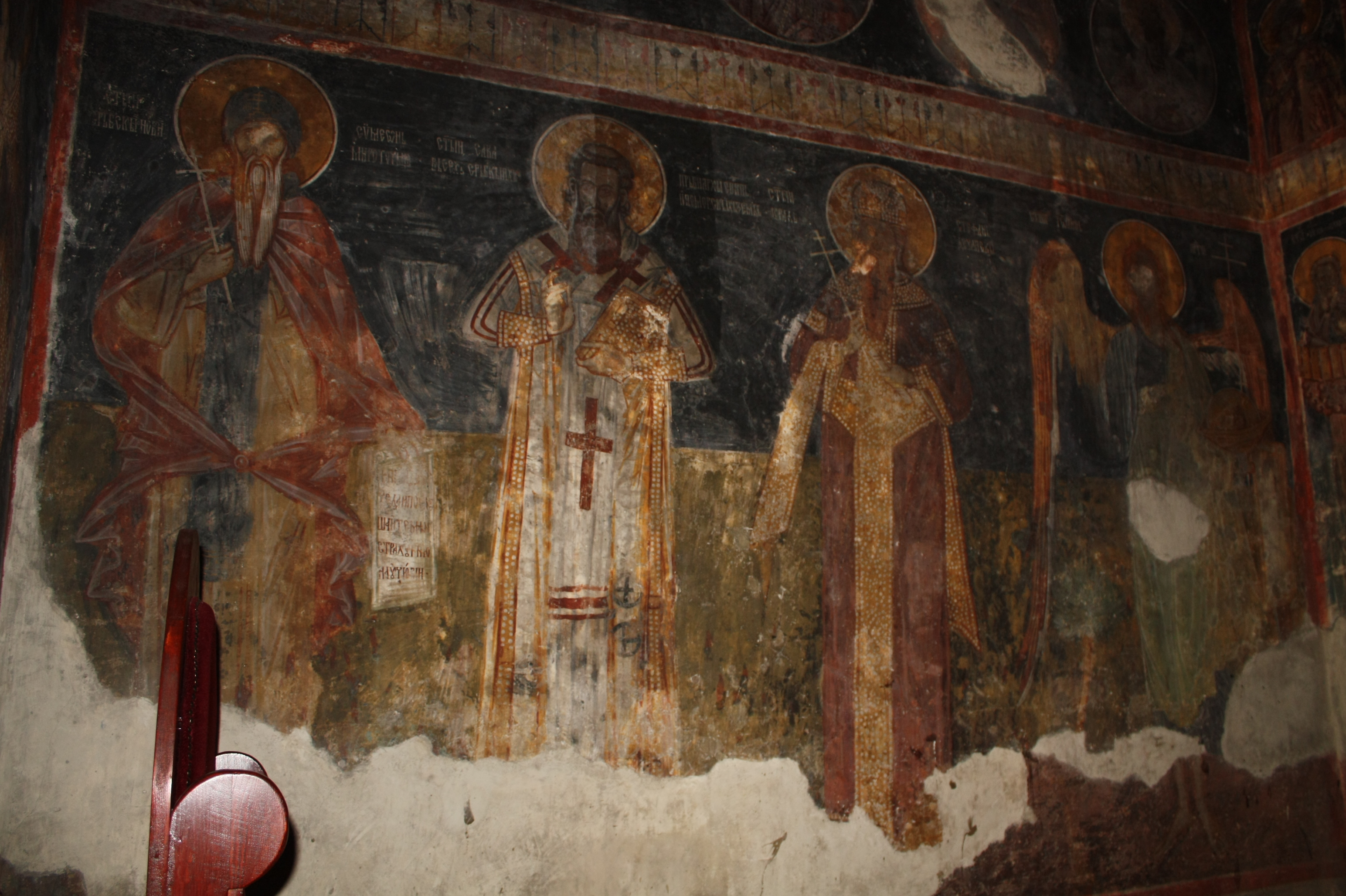
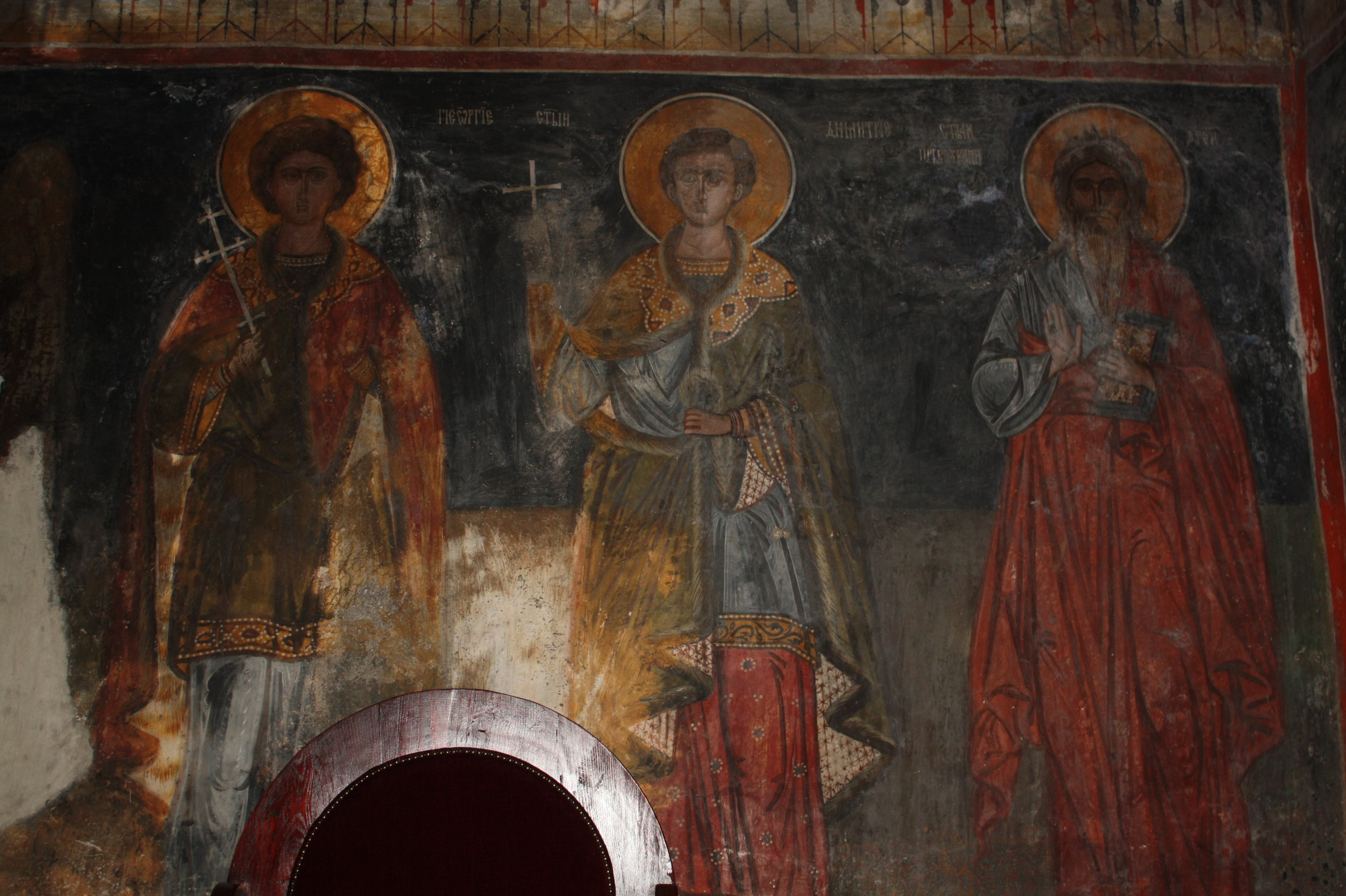

- Wielka Cerkiew Zaśnięcia Bogurodzicy – budowana była z przerwami od 1777 do 1799, zaś jej architektem był pochodzący z wyspy Korčula Mikołaj Fortić. Jest budowlą jednonawową z trzypiętrową dzwonnicą w zachodniej części. Świątynia łączy elementy późnoromańskie (m.in. dzwonnica, rozeta, półkoliste łuki) i bizantyńskie (m.in. ośmiokątna kopuła nad nawą) a także częściowo gotyckie i barokowe. Wewnątrz znajduje się ikonostas o wysokości 10 m, z sześcioma rzędami ikon, wykonany przez zakonnika Simeona Lazovicia i jego syna Aleksija z Bijelo Polja. Wewnątrz także znajdują się freski, wśród nich unikalny portret cara Piotra Wielkiego.

- Skarbiec – przechowywane są tu przedmioty o dużej wartości historycznej: stare księgi, dokumenty, ikony, szaty i inne przedmioty liturgiczne. Wyróżnia się krzyż biskupi z 1219 wykonany z kryształu, całun z brokatu wyszywany złotem i srebrem pochodzący z 1659 oraz ikona Savinska Bogorodica.

- Cerkiew św. Sawy – znajduje się ok. 300 m dalej od pozostałych trzech budowli, drogą prowadzącą schodami na wzniesienie. Świątynia powstała pomiędzy 1169 a 1236. Uważa się, że została wybudowana przez świętego Sawę, który jest najważniejszym świętym Serbskiego Kościoła Prawosławnego. Na jej miejscu wybudowano w XV w. istniejącą świątynię, zaś przedsionek dobudowano w XIX wieku. W cerkwi prowadzone są prace archeologiczne pod kierunkiem Muzeum Regionalnego w Hercegu Novim[2].

6 maja 2005, w Dzień św. Jerzego, Emir Kusturica został ochrzczony w tym monastyrze, stając się członkiem Serbskiego Kościoła Prawosławnego. Na chrzcie przyjął imię Nemanja Kusturica (Немања Кустурица).